# Holabird & Root
Lo studio di architettura Holabird e Roche venne fondato a Chicago nel 1880, sotto la direzione di William Holabird e Martin Roche. Il nuovo studio di architettura divenne noto soprattutto per la progettazione di grattacieli e hotel nel XIX secolo sparsi per tutta la nazione, tra cui il Palmer House di Chicago. Dopo la morte dei due fondatori lo studio venne ribattezzato Holabird & Root, una partnership del figlio di Holabird, John Augur Holabird e di John Wellborn Root. L'attività è ancora in funzione.
Nel corso dei decenni lo studio di architettura è cambiato molte volte, dalla scuola di Chicago degli inizi fino agli sforzi odierni per un'architettura sostenibile

## Storia
I fondatori, William Holabird e Ossian Cole Simonds, lavorarono nello studio di William LeBaron Jenney. Fondarono il proprio studio indipendente, Holabird & Simonds, nel 1880 quando si assunsero il progetto per un'estensione al Graceland Cemetery, trasmesso loro da Jenney. Nel 1881, Martin Roche, che aveva anche lavorato per Jenney, si unì a loro come terzo partner. Dopo aver lavorato insieme solo su cinque progetti, Simonds lasciò lo studio nel 1883 per intraprendere una carriera come architetto paesaggista. Holabird, Simonds & Roche divenne Holabird & Roche. Pochi anni dopo, tuttavia, lo studio collaborò nuovamente con l'ex partner quando, dal 1889 al 1895, progettò e costruì Fort Sheridan, per il quale Simonds fornì il paesaggio.
A partire dal Tacoma Building (completato nel 1889; demolito nel 1929), il loro primo importante incarico, e il Marquette Building (1895), lo studio divenne noto per i suoi innovativi grattacieli della Scuola di Chicago. Un'attività di enorme successo, progettarono anche grandi e ornati hotel in tutto il paese, tra cui il Palmer House di Chicago, con Richard Neutra in un ruolo junior nel team. Il loro lavoro faceva parte dell'evento di architettura nella competizione artistica delle Olimpiadi estive del 1928 e delle Olimpiadi estive del 1932.
Nel 1928, dopo la morte di William Holabird (1923) e Martin Roche (1927), lo studio fu rinominato Holabird & Root. Il nuovo studio era gestito dal figlio di Holabird, John Augur Holabird, e John Wellborn Root Jr., che si erano entrambi uniti nel 1914. Sotto la loro guida, lo studio adottò uno stile Art Déco. Il nome dell'azienda cambiò in Holabird, Root & Burgee per un po', e due ulteriori generazioni di Holabird servirono come partner (fino al 1987). Attualmente situato nel Marquette Building, lo studio si chiama nuovamente Holabird & Root, sebbene nessuno dei due nomi sia attualmente affiliato.

## Opere principali
- Graceland Cemetery Chapel, 1888
- Pontiac Building, 1891
- Monadnock Building (southern half), 1893
- McConnell Apartments, 1210 North Astor (Chicago), 1897
- Gage Group Buildings, 1899
- 57 East Jackson Boulevard (Chicago), 1899
- Powers Building, 1902
- Chicago Building, 1904
- Oliver Building, 1907 & 1920
- University Club of Chicago, 1908
- City Hall-County Building, 1910
- North American Building, 36 South State Street (Chicago), 1911
- Sherman House Hotel, 1911
- Century Building, 1915
- Muehlebach Hotel, 1915
- University Laboratory High School (Urbana, Illinois), 1917
- Waterman Building (Chicago), 1920
- Memorial Stadium (Champaign), 1923
- Chicago Temple Building, 1923
- Nicollet Hotel, Minneapolis (Minnesota), 1924
- Soldier Field, 1924
- Palmer House Hotel, 1925
- Hotel Wausau, Wausau (Wisconsin), 1925[4]
- Pedestals for Ivan Meštrović's The Bowman and The Spearman statues, 1926
- Stevens Hotel, 1927
- Schroeder Hotel. Milwaukee, 1928
- 333 North Michigan Building, Chicago (Illinois), 1928
- Palmolive Building, Chicago, 1929
- Chicago Daily News Building, Chicago, 1929
- Rand Tower, Minneapolis (Minnesota), 1929
- Chicago Board of Trade Building, Chicago, 1930
- Henry Crown Field House, Chicago, 1931
- University of Illinois Ice Arena, 1931
- Battle Creek Tower, Battle Creek (Michigan), 1931
- Jefferson County Courthouse (Birmingham, Alabama), 1929–32
- Wrigley Field Hand-turned Scoreboard and Center Field Bleachers, 1937
- Mason City Public Library, Mason City (Iowa), 1939
- Dakota del Nord State Capitol Building, Bismarck (Dakota del Nord), 1934
- Statler Hotel Washington, 1943
- Adams County Courthouse, Quincy, 1950
- Morris Inn, University of Notre Dame, 1951
- Hotel Tequendama, Bogotá, Colombia, 1952
- Fisher Hall (University of Notre Dame), 1953
- Pangborn Hall (University of Notre Dame), 1955
- One Financial Plaza, Minneapolis, 1960
- Skybridge, City of Davenport (Iowa), 2005
- Ogle County Courthouse Renovation, Oregon, Illinois, 2010
- School of the Art Institute of Chicago Champlain Building Roof and Facade Renovation, Chicago, Illinois, 2012

## Galleria d'immagini

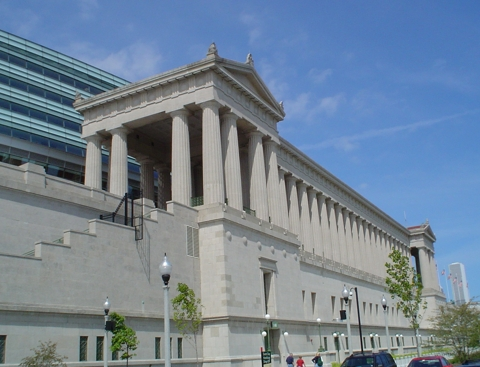
Soldier Field
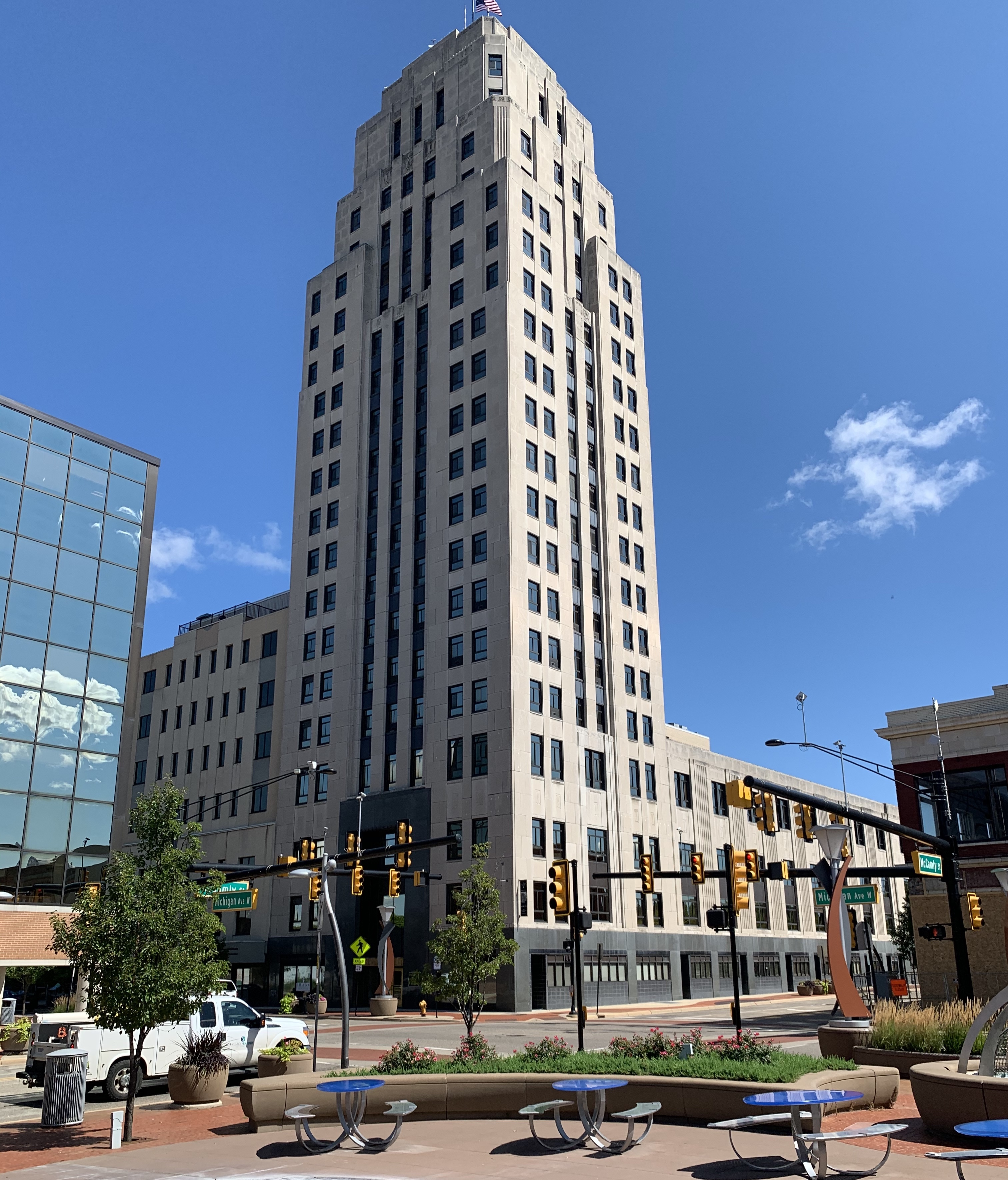
Battle Creek Tower
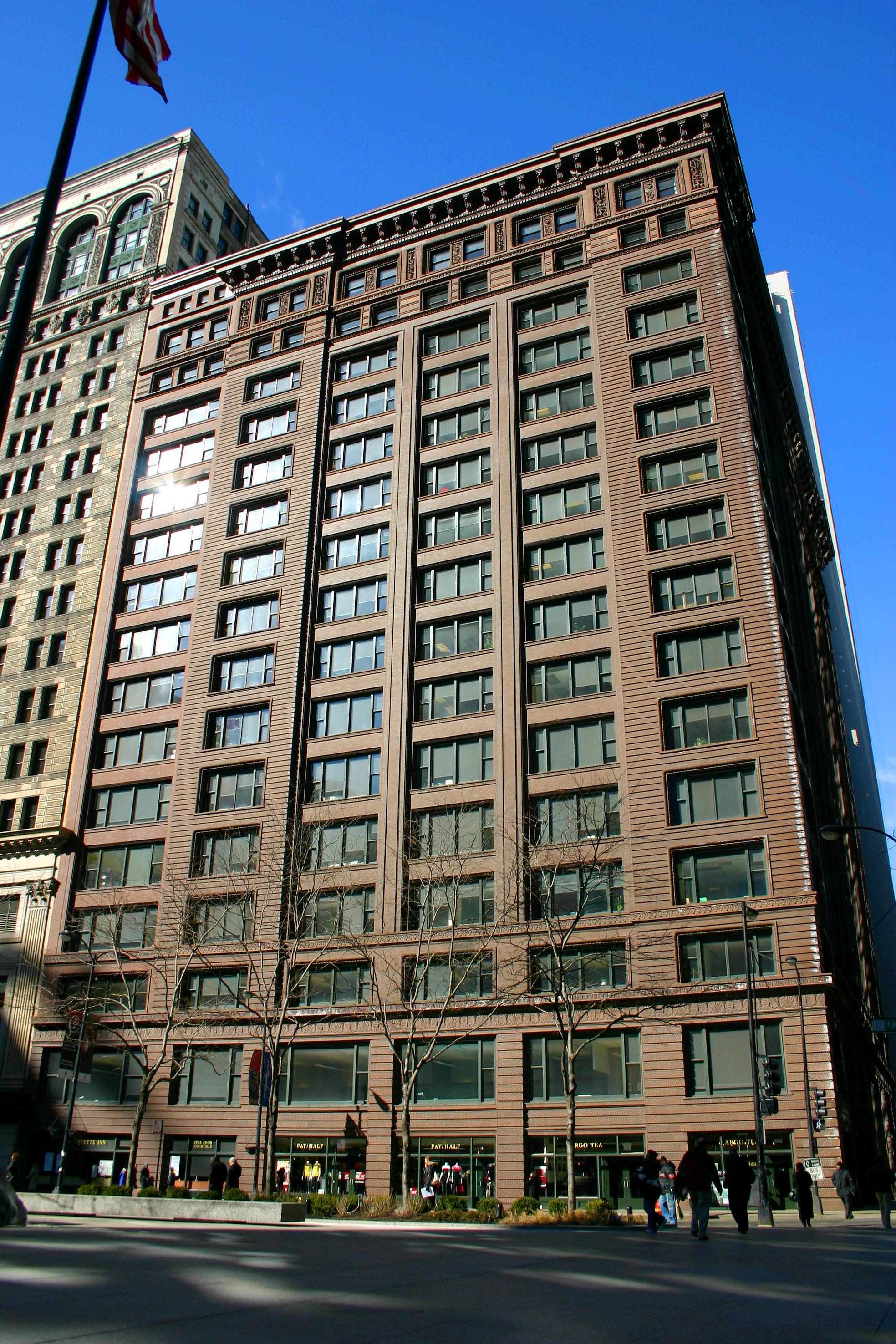
Marquette Building
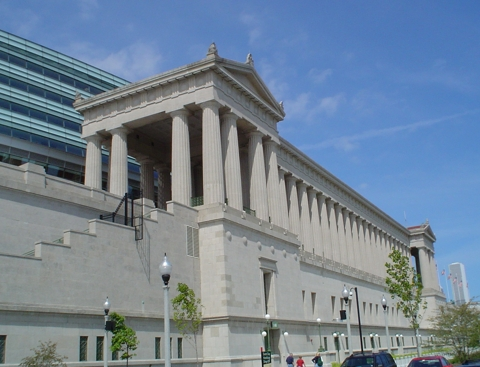
Soldier Field
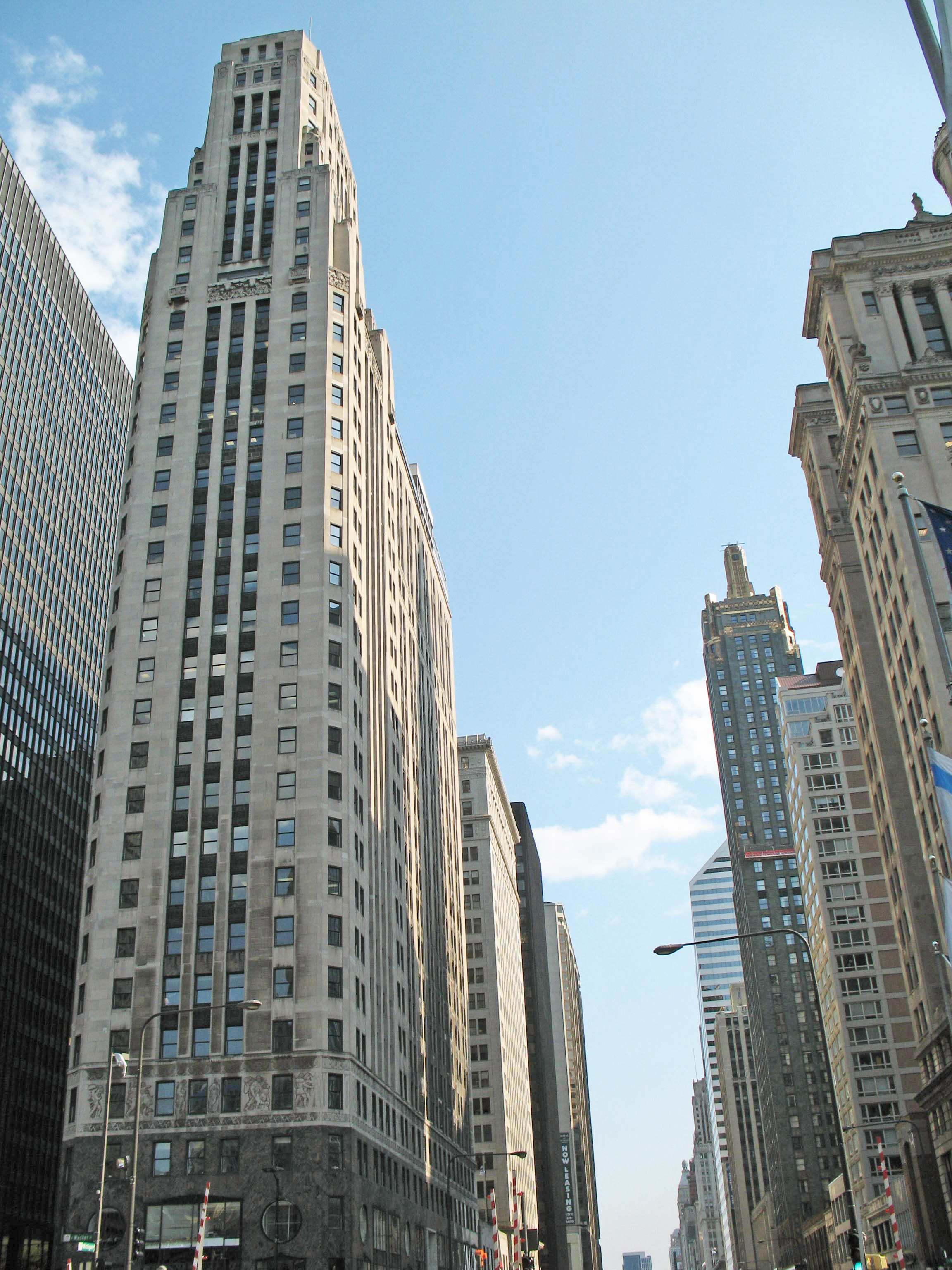
333 North Michigan Building
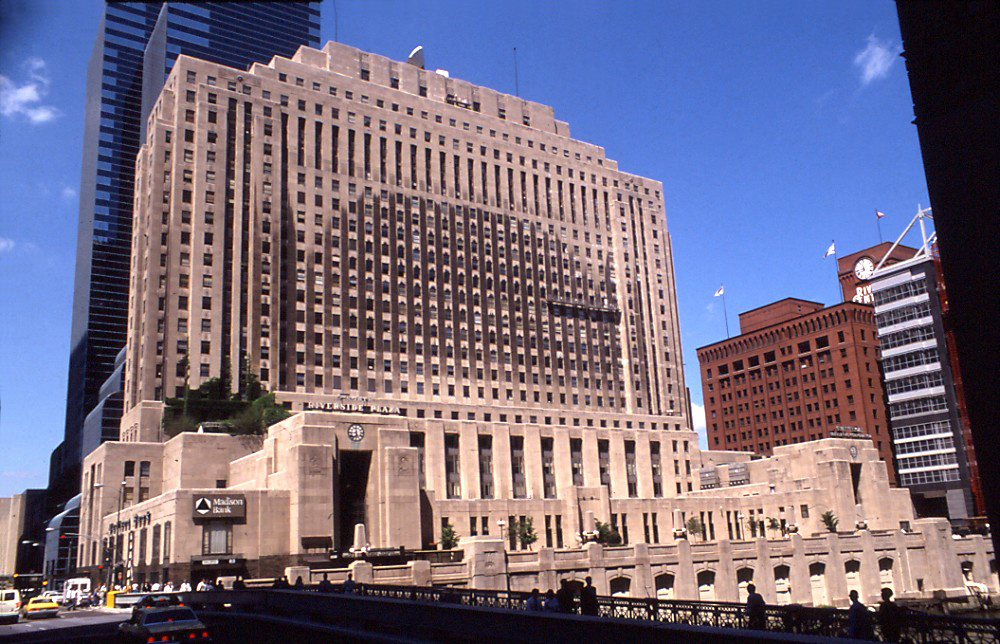
Daily News Building
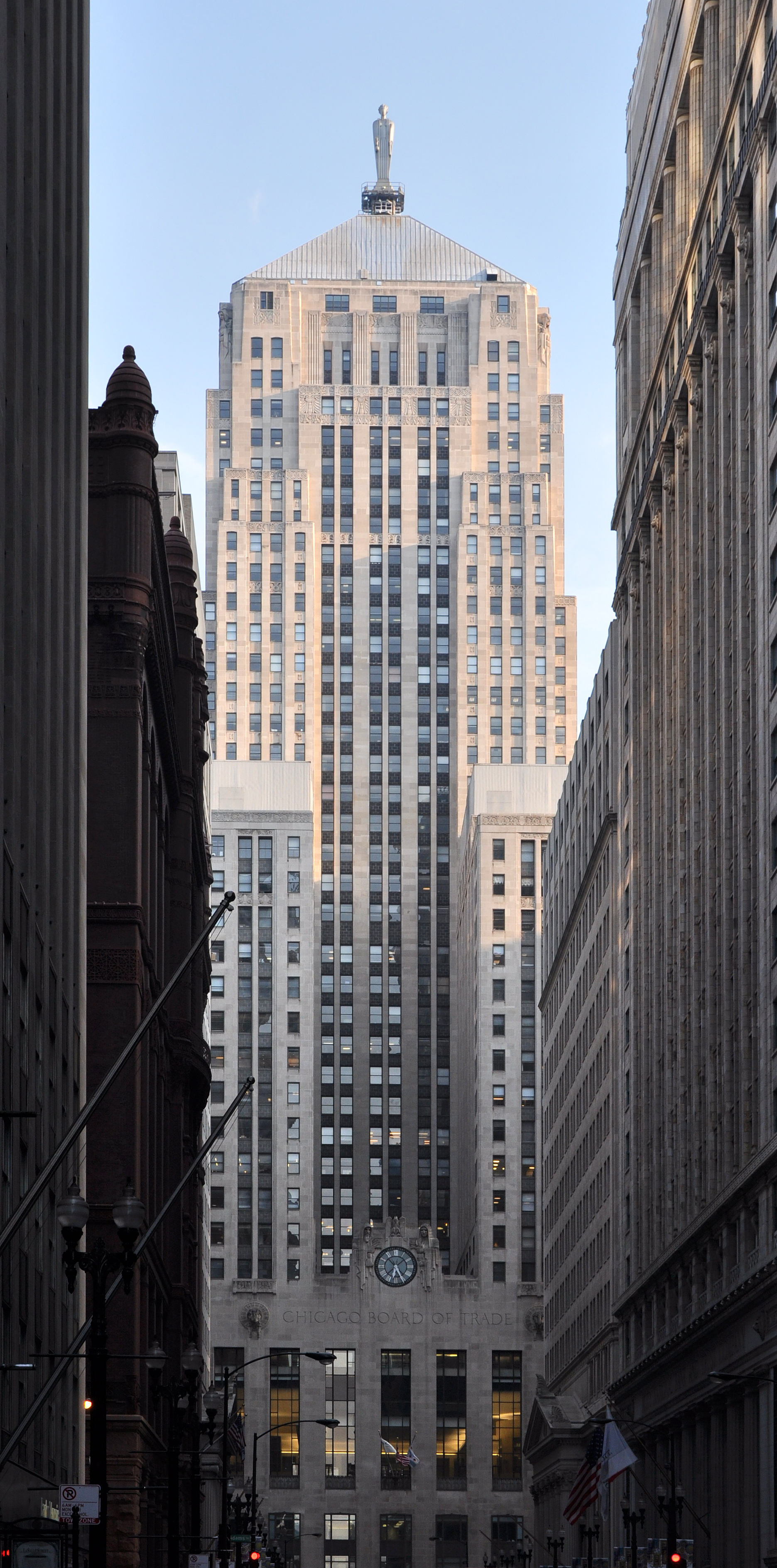
Chicago Board of Trade Building